# Natalia Chapochnikova
Pour les articles homonymes, voir Chapochnikova.
Natalia Chapochnikova (en russe : Наталья Витальевна Шапошникова, Natalia Vitalievna Chapochnikova), parfois écrit selon la transcription anglaise Natalia Shaposhnikova, née le 24 juin 1961 à Rostov-sur-le-Don, est une gymnaste soviétique. Elle a été deux fois championne olympique.
Chapochnikova s'entraînait au Dynamo à Rostov-sur-le-Don. Son entraîneur était le renommé Vladislav Rastorotsky (en) qui avait également entraîné ses compatriotes Ludmilla Tourischeva et Natalia Yurchenko. Chapochnikova était l'une des meilleures gymnastes de la fin des années 1970 et le début des années 1980, tout spécialement au saut de cheval.
Chapochnikova a inventé une difficile transition de la barre basse vers la barre haute aux barres asymétriques. Cette transition porte d'ailleurs son nom dans le code de pointage. Cette figure, référencée parfois comme la Shaposh, est encore largement utilisée de nos jours, récemment encore par la médaillée d'argent des championnats du monde 2005, Chellsie Memmel. À la fin des années 1990, Kristen Maloney (en) a développé une variation de la Shaposhnikova incluant un toe-on swing avant la transition vers la barre supérieure.
Chapochnikova et son mari Pavel Sut entraînent et vivent à West Paterson dans le New Jersey.

## Palmarès

### Jeux olympiques
- Moscou 1980
  -  Médaille d'or au concours par équipe
  - 4e au concours général individuel
  -  Médaille d'or au saut de cheval
  -  Médaille de bronze à la poutre
  -  Médaille de bronze au sol

### Championnats du monde
- Strasbourg 1978
  -  Médaille d'or au concours par équipes
  -  Médaille de bronze au concours général individuel
  - 6e au saut de cheval
  - 8e à la poutre
- Fort Worth 1979
  -  Médaille d'argent au concours par équipes

### Championnats d'Europe
- Copenhague 1979
  -  Médaille de bronze au concours général individuel
  -  Médaille de bronze au saut de cheval
  - 6e aux barres asymétriques
  -  Médaille d'or à la poutre
  -  Médaille d'argent au sol